# Три Т
«Три Т» — собирательное название трёх тем, наиболее болезненных для официальной пропаганды Коммунистической партии Китая (КПК): Тайвань, Тибет и Тяньаньмэнь. Их также называют «запрещёнными Т», в силу того, что эти объекты являются примерами случаев, когда КПК совершала серьёзные нарушения прав человека либо затрагивают проблему  территориальной целостности страны.
Внутри Китая недопустимо несогласие с официальной позицией партии в отношении всех «трёх Т». Иностранцам рекомендуется не обсуждать эти темы с гражданами Китая, поскольку это может поставить последних в «неудобное» положение. Журналистам и репортёрам, работающим в Китае, напоминают, чтобы они избегали рассказов о «трёх Т», если они хотят иметь возможность остаться в Китае. Известна ситуация, когда власти КНР оказывали давление на преподавателей британских университетов, чтобы они избегали «трёх Т» и выражали поддержку линии КПК. Преподавателям пригрозили аннулированием китайских виз, что лишило бы их возможности проводить исследования в Китае.
Для бизнеса обычно актуальны только два из «трёх Т» — Тибет и Тайвань. Иностранные компании, работающие в КНР, должны проявлять осторожность, чтобы не нарушать линию КПК по любому из этих сюжетов. Поскольку многим крупным предприятиям из развитых стран выгодно использовать китайскую рабочую силу на аутсорсинге, они не могут упоминать о нарушениях прав человека в Китае, не вызывая конфликтов с партийными и государственными властями КНР. В частности, в 2019 году Дэрил Мори из баскетбольного клуба «Хьюстон Рокетс» выразил в Твиттере поддержку протестующих в Гонконге, из-за чего в его адрес последовали угрозы из Китая, пока твит не был удалён, а НБА не принесла извинения.
Наряду с «тремя Т», иногда в качестве запретных для Китая тем фигурируют ещё «две К», под которыми подразумеваются «культ» (имеется в виду запрещённая властями Китая секта «Фалуньгун») и «критика» КПК.